# Schlettau (Wettin-Löbejün)

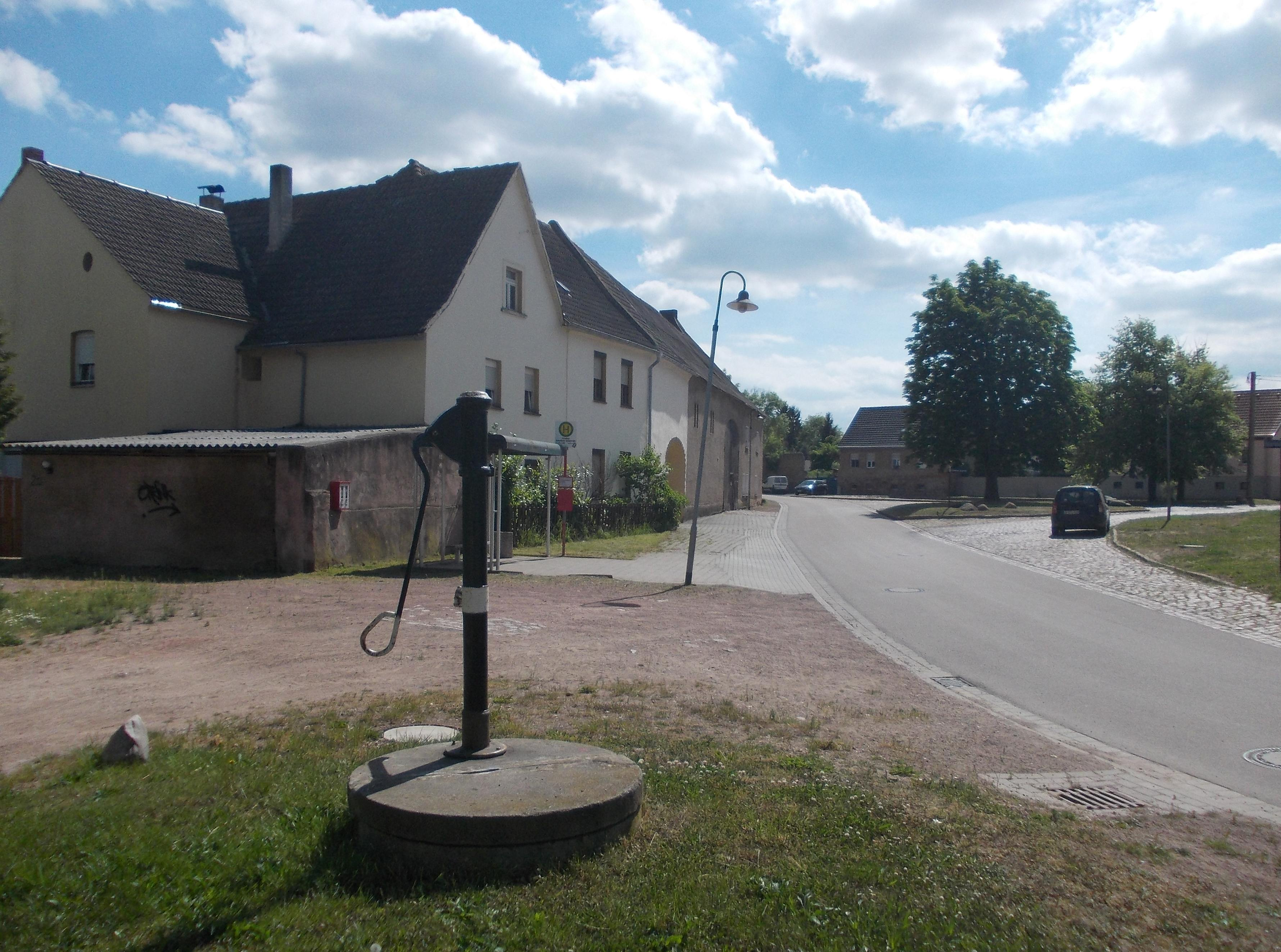
Schlettau (2015)

Schlettau ist ein Ortsteil der Ortschaft Löbejün der Stadt Wettin-Löbejün im Bundesland Sachsen-Anhalt.

## Geografische Lage
Schlettau liegt etwa 20 km nordwestlich von Halle (Saale) südwestlich des Westarms der Fuhne.

## Geschichte
Der Ort Schlettau im Saalkreis des Erzstifts Magdeburg stand einige Jahrhunderte unter adliger Gerichtsbarkeit. Die im Nordosten verlaufende Fuhne bildete die Grenze zum Fürstentum Anhalt.
Mit der Angliederung des Herzogtums Magdeburg an Preußen gehörte Schlettau ab 1680 zum brandenburg-preußischen Herzogtum Magdeburg. Mit dem Frieden von Tilsit wurde Schlettau im Jahr 1807 dem Königreich Westphalen angegliedert und dem Distrikt Halle im Departement der Saale zugeordnet. Der Ort gehörte zum Kanton Löbejün. Nach der Niederlage Napoleons und dem Ende des Königreichs Westphalen befreiten die verbündeten Gegner Napoleons Anfang Oktober 1813 den Saalkreis. Bei der politischen Neuordnung nach dem Wiener Kongress 1815 wurde Schlettau im Jahr 1816 dem Regierungsbezirk Merseburg der preußischen Provinz Sachsen angeschlossen und dem Saalkreis zugeordnet.
Die heutige St.-Marien-Kirche wurde 1895 errichtet.
Am 20. Juli 1950 wurde Schlettau in die Stadt Löbejün eingemeindet. Am 1. Januar 2011 wurden die Städte Löbejün und Wettin sowie die Gemeinden Brachwitz, Döblitz, Domnitz, Gimritz, Nauendorf, Neutz-Lettewitz, Plötz und Rothenburg, die zuvor bereits in der Verwaltungsgemeinschaft Saalkreis Nord zusammengeschlossen waren, zur neuen Stadt Wettin-Löbejün zusammengefasst. Seitdem ist Schlettau ein Ortsteil der Ortschaft Löbejün der Stadt Wettin-Löbejün.

## Verkehrsanbindung
Die A 14, die von Leipzig nach Magdeburg führt, verläuft wenige Kilometer südwestlich des Orts. Die nächste Abfahrt ist „Löbejün“.